# 黄廷瓒
黄廷瓒（？—？），字士岱，号麓溪，郡优禀生，湖南长沙县安沙镇人，清朝政治人物。同进士出身。
道光二十五年，登進士。道光二十七年（1847年）接替陈溥任娄县知县一职，1848年由陈嘉勋接任。